# 大橋和也
大橋 和也（おおはし かずや、1997年〈平成9年〉8月9日 - ）は、日本のアイドル、タレント、俳優。男性アイドルグループ・なにわ男子のメンバーでリーダー。愛称は、はっすん。
福岡県古賀市出身。STARTO ENTERTAINMENT所属。

## 来歴
福岡県古賀市で生まれ、奈良県で1年過ごし、3歳の時に大阪府へ引っ越す。小学2年の時にダンスを始め、2009年4月3日、小学6年生でジャニーズ事務所に入所。小学2年のころから芸能活動をしており、オーディションも多数受けていたため、入所が決まってから初めて自分が受けていたのがジャニーズ事務所のオーディションだと知った。関西ジャニーズJr.として活動し、2011年には関西ジャニーズJr.内ユニット・Little Gangs、その後Gang Starのメンバーとしても活動する。
2016年、浪速高等学校を卒業。
関西ジャニーズJr.として会見する時などは“3列目”といったポジションが多かったが、2017年夏の『少年たち 南の島に雪は降る』の公演を観たプロデューサーが演出家のウォーリー木下に推薦し、2018年、ミュージカル『リューン〜風の魔法と滅びの剣〜』で藤原丈一郎と共に初主演を務める。
同年に結成された関西ジャニーズJr.内ユニット・なにわ男子のメンバーに選ばれる。
2019年2月19日からは、 ジャニーズ事務所とSHOWROOMがタッグを組んだ「Johnny's×SHOWROOM『バーチャルジャニーズプロジェクト（VJP）』」のバーチャルアイドル・苺谷星空（いちごや かなた、声を担当）としても活動を開始する。
2021年11月12日、なにわ男子としてシングル『初心LOVE』でCDデビューした。

## 人物
特技はダンスやアクロバット。
アイドル界きっての料理好き。食べることが好きなだけでなく、小学3年生の時に母親とホワイトデーにスイーツを作ったことがきっかけで料理が好きになり、調理器具や包丁をこだわりをもって集めている。
ジャニーズ随一の大食漢としても知られる。大好物はプリン。自分のことを覚えてもらうため、自己紹介のフレーズも「プリン食べすぎてお尻プリンプリン！」としている。
漢字が苦手で、主演ドラマ『リベンジ・スパイ』（2025年、テレビ朝日）の読み合わせの際には、大橋が台本のほとんど全部の漢字につまずいてしまい、読み合わせを中断して大橋の台本漢字確認が行われる事態になった。

## 出演
ユニットでの出演はGang Star、なにわ男子#出演を参照。個人での出演のみ記載。

### テレビドラマ
- 年下彼氏 第11話「着せ替え彼氏」（2020年5月17日、朝日放送・テレビ朝日） - 主演・神崎幸一 役（関西ジャニーズJr.として主演）[34]
- メンズ校（2020年10月7日 - 12月23日、テレビ東京） - 主演・藤木一郎 役（なにわ男子として主演）[35]
- ジモトに帰れないワケあり男子の14の事情（ABCテレビ・テレビ朝日） - 主演・タカシ 役（関西ジャニーズJr.として主演）[36]
  - 第1話「ラッキームーン・前編」（2021年4月17日）[37]
  - 第2話「オムライスの神様」（2021年4月25日）[38]
  - 最終話「ラッキームーン・後編」（2021年6月19日）[39]
- 俺の可愛いはもうすぐ消費期限!?（2022年4月16日 - 6月11日、テレビ朝日） - 一ノ瀬圭 役[40][41]
- 消しゴムをくれた女子を好きになった。（2022年7月26日 - 9月27日、日本テレビ） - 主演・福田悠 役[42][43]
- ケイジとケンジ、時々ハンジ。 第1話（2023年4月13日、テレビ朝日） - 林田裕紀 役[44]
- 民王R（2024年10月22日 - 12月10日、テレビ朝日） - 田中丸一郎太 役[45]
- リベンジ・スパイ（2025年7月5日 - 、テレビ朝日） - 主演・菅原優我 役[46]
- 君がトクベツ（2025年9月17日〈予定〉 -、MBS・TBS） - 主演・桐ケ谷皇太 役（畑芽育とW主演）[47]

### テレビ番組
- めざましテレビ（2020年4月1日・8日・15日[注 1]、フジテレビ） -　4月のマンスリーエンタメプレゼンター[49]
- クイズ!THE違和感（2020年4月13日 - 、TBS） - レギュラー（藤原丈一郎・大西流星の3人の中から交代で2人出演）[50]
- 黄金の定食（2022年1月17日 - 4月4日、テレビ東京） - MC（長谷川忍（シソンヌ）とダブルMC）[51]
- この後どうする? 密着TV 終わりが始まり（2023年2月25日、読売テレビ・中京テレビ） - MC（加藤浩次とMC）[52]

### 映画
- 関西ジャニーズJr.の目指せ♪ドリームステージ！（2016年4月16日公開、松竹）[53] - 渡辺俊 役[54]
- ふしぎ駄菓子屋 銭天堂（2024年12月13日、東宝） - 等々力小太郎 役[55]
- 君がトクベツ（2025年6月20日、ギャガ） - 主演・桐ケ谷皇太 役（畑芽育とW主演）[56]

### 劇場アニメ
- HoneyWorks 10th Anniversary "LIP×LIP FILM×LIVE"（2020年12月25日、東映） - 苺谷星空 役[57]

### ラジオ番組
- 関西ジャニーズJr.のバリバリサウンド（2018年5月1日 - 2022年3月29日[58]、FM OH!）[59][60]

### ネット配信
- 苺谷星空のいちご果汁99%のお部屋（2019年2月19日 - 2021年11月9日[61]、SHOWROOM） - バーチャルアイドル・苺谷星空 として[21][62]
- 僕の可愛いはまだまだ発展途上!?（2022年5月15日 - 6月12日、TELASA） - 主演・一ノ瀬圭 役[63]
- リベンジ・スパイ 潜入報告!（2025年7月26日 - 、TELASA）[64]

### 舞台
- 少年たち 世界の夢が…戦争を知らない子供たち（2015年8月2日 - 8月26日、大阪松竹座）[65]
- ANOTHER & Summer Show（2016年8月2日 - 8月26日、大阪松竹座）[66]
- JOHNNYS' Future WORLD（2016年10月8日 - 10月25日、梅田芸術劇場）[67]
- 銀二貫（2017年6月1日 - 11日、大阪松竹座）[68]
- 少年たち 南の島に雪は降る（2017年8月2日 - 27日、大阪松竹座）[69]
- リューン〜風の魔法と滅びの剣〜（2018年2月3日 - 4日〔プレビュー公演〕、市川市文化会館 / 2月7日 - 12日、日本青年館ホール / 2月27日、静岡市清水文化会館（マリナート）大ホール / 3月2日、久留米シティプラザ ザ・グランドホール / 3月7日 - 11日、梅田芸術劇場シアター・ドラマシティ） - 主演：リューン・ダイ 役（藤原丈一郎とW主演）[70]
  - リューン〜風の魔法と滅びの剣〜（2019年6月1日 - 2日、相模女子大学グリーンホール / 6月5日 - 9日、日本青年館ホール / 6月19日 - 23日、梅田芸術劇場シアター・ドラマシティ / 6月26日、金沢歌劇座 / 6月29日 - 30日、刈谷市総合文化センター / 7月3日、久留米シティプラザ / 7月5日-6日、上野学園ホール） - 主演：リューン・ダイ 役（藤原丈一郎とW主演）[71][72]
- 滝沢歌舞伎2018（2018年6月4日 - 30日、御園座）[73]
- 明日を駆ける少年たち（2018年8月4日 - 30日、大阪松竹座）[74]
- 青木さん家の奥さん（2020年1月22日 - 2月2日、東京グローブ座 / 2月13日 - 19日、サンケイホールブリーゼ）[75][76]

### コンサート
- 関西ジャニーズJr. 春休みスペシャルコンサート 2013（2013年3月5日 - 27日、大阪松竹座）[77]
- 関西ジャニーズJr. X’masコンサート2013（2013年12月1日 - 12月25日、大阪松竹座）[78]
- 関西ジャニーズJr. 『春休みスペシャルコンサート2014』（2014年3月1日 - 25日、大阪松竹座）[79]
- 関西ジャニーズJr. 『X'mas Show 2014』（2014年11月30日 - 12月25日、大阪松竹座）[80]
- 関西ジャニーズJr. 『X'mas Show2015』（2015年11月29日 - 12月4日・8日 - 11日・14日 - 17日・21日・22日、大阪松竹座）[81]
- 関西ジャニーズJr. 『X'mas Show 2016』（2016年11月30日 - 12月25日、大阪松竹座）[82]
- 関西ジャニーズJr. 春のSHOW合戦（2017年3月4日 - 28日、大阪松竹座）[83][84]
- 関西ジャニーズJr. 『X'mas SHOW 2017』（2017年12月01日 - 125日、大阪松竹座）[85]
- 関西ジャニーズJr. Concert 2018 〜Happy New ワン Year〜（2018年1月3日・4日、大阪城ホール）[86]
- 関西ジャニーズJr. 春休みスペシャルShow 2018（2018年3月12日 - 24日、大阪松竹座）[87]

### イベント
- Rakuten GirlsAward 2025 SPRING/SUMMER（2025年5月3日、国立代々木競技場第一体育館） - 映画『君がトクベツ』スペシャルステージに出演[88]
- 横山万博（2025年9月11日予定、大阪・関西万博 EXPO アリーナ「Matsuri」）[89]

### ミュージックビデオ
- KEN☆Tackey
  - 逆転ラバーズ (Dance Video) （2018年）[90]
  - 浮世艶姿桜 (Dance Video) （2018年）[90]

### CM
- 全薬工業「ジキニンFirstNEO」（2022年8月 - ）[91][92]
- 森永製菓「カレ・ド・ショコラ」（2022年9月 - ）[93]
- The Founders JAPAN「Anua」（2024年10月 - ）[94][95]
- ユーキャン「チャレンジユーキャン2025」（2025年1月 - ）[96][97]
- 桃屋「揚げ葱がザクッと香ばしい食べるねぎ油」「きざみにんにく」（2025年5月 - ）[98]
- CHINTAI「悩んだときは、Let’s トライ！CHINTAI」（2025年8月 - ）[99]

## 書籍

### 雑誌連載
- KADOKAWA『関西ウォーカー』「なにわ男子 大橋和也のもぐもぐ浪速のうまいもんFILE」（2021年3月号 - 10月号）[100]